# Тулор

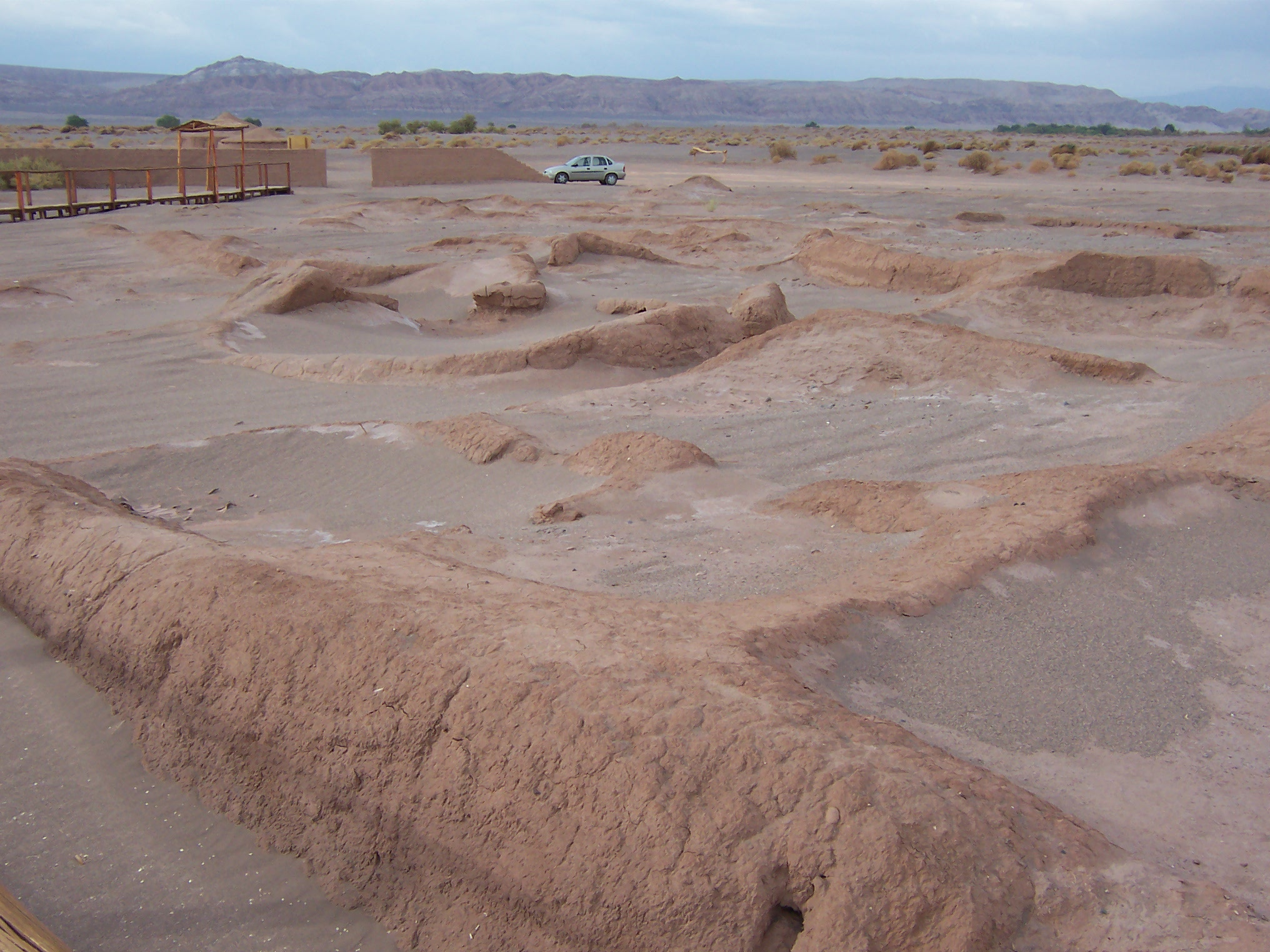
Посёлок Тулор.

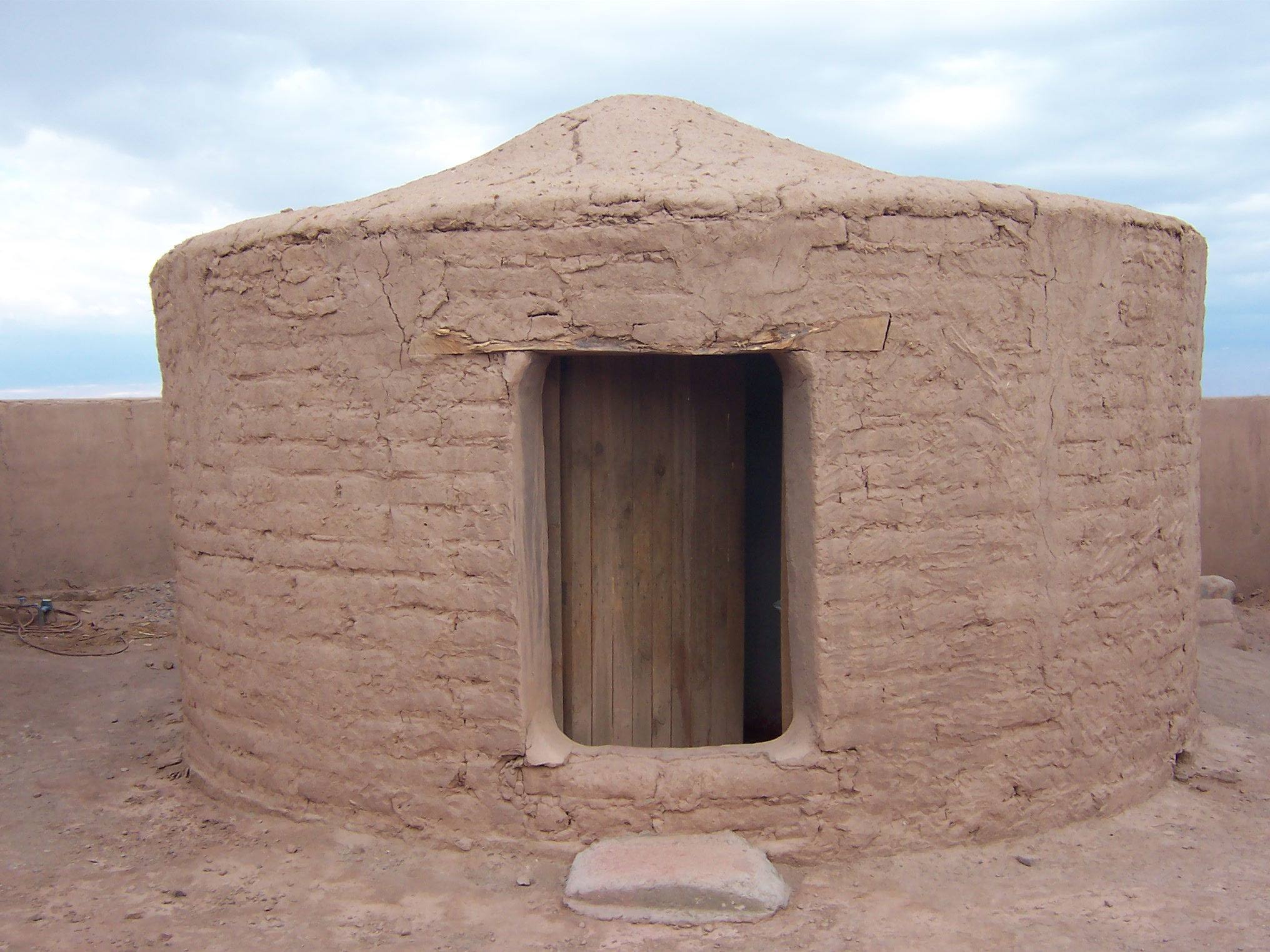
Жилище в Тулоре.

Тулор (Aldea de Tulor) — один из древнейших археологических памятников на севере Чили, находится в 6 км к югу от Сан-Педро-де-Атакама. Впервые развалины древнего селения обнаружил иезуит Густаво Ле Пайхе. Массовые раскопки начаты с 1980-х гг.
Селение состоит из круглых зданий, соединённых между собой.